# Deolane Bezerra
Pour les articles homonymes, voir Bezerra.
Deolane Bezerra, née le 7 juin 1988 à Vitória de Santo Antão au Brésil, est une chanteuse, femme d'affaires et avocate brésilienne, elle a acquis une grande reconnaissance début 2021. Elle est devenue l'une des célébrités Internet les plus populaires au Brésil.

## Biographie
Deolane est née le 7 juin 1988 à Vitória de Santo Antão, État de Pernambuco, Brésil, elle est élevée par sa mère Solange Bezerra, elle précise qu'elle a dû faire face à de nombreux défis pour étudier, elle a 2 sœurs.
Deolane est mère de trois enfants, Gilliard, l'aîné, Caíque et Valentina, la cadette. Le premier-né a été adopté par Deolane alors qu'elle n'avait que seize ans .

## Carrière
Deolane n'a pas de doctorat. Son titre est purement symbolique. Pour des raisons historiques et culturelles, les médecins et avocats brésiliens sont familièrement appelés «  docteurs », mais sans véritable titre. Son premier cabinet d'avocats était situé à Tatuapé.
Avec le décès de son mari MC Kevin en 2021, Deolane fait face à un nouveau défi et se lance comme chanteuse et DJ. Ainsi, sa première représentation a eu lieu lors d'un événement appelé Baile da Doutora, dans lequel elle sort son premier single, Meu Menino.
Deolane est l'une des participantes de la quatorzième saison de l'émission de télé-réalité A Fazenda.

## Filmographie

### Télévision
| An   | Titre        | Rôle | Remarques   |
| ---- | ------------ | ---- | ----------- |
| 2022 | A Fazenda 14 | Se   | Participant |

## Discographie
| An   | Titre            |
| ---- | ---------------- |
| 2021 | Meu Menino       |
| 2021 | Quem Paga Sou Eu |
| 2022 | A Chefe          |